# Vasile Lucian Pop
Vasile Lucian Pop (sinh ngày 4 tháng 11 năm 1989) là một cầu thủ bóng đá người România thi đấu ở vị trí tiền vệ hay tiền đạo cho Luceafărul Oradea.